# Скибо (замок)
Замок Скибо (англ. Skibo Castle, гэльск. Caisteal Sgìobail) — шотландский замок, который расположен к западу от города Дорнох в историческом графстве Сатерленд, ныне область Хайленд, Шотландия. Расположен над Дорнохским фьордом. Замок был возведён ещё в XII веке, но его современная конструкция была в основном построена в XIX — начале XX века, когда в нём проживал промышленник Эндрю Карнеги.

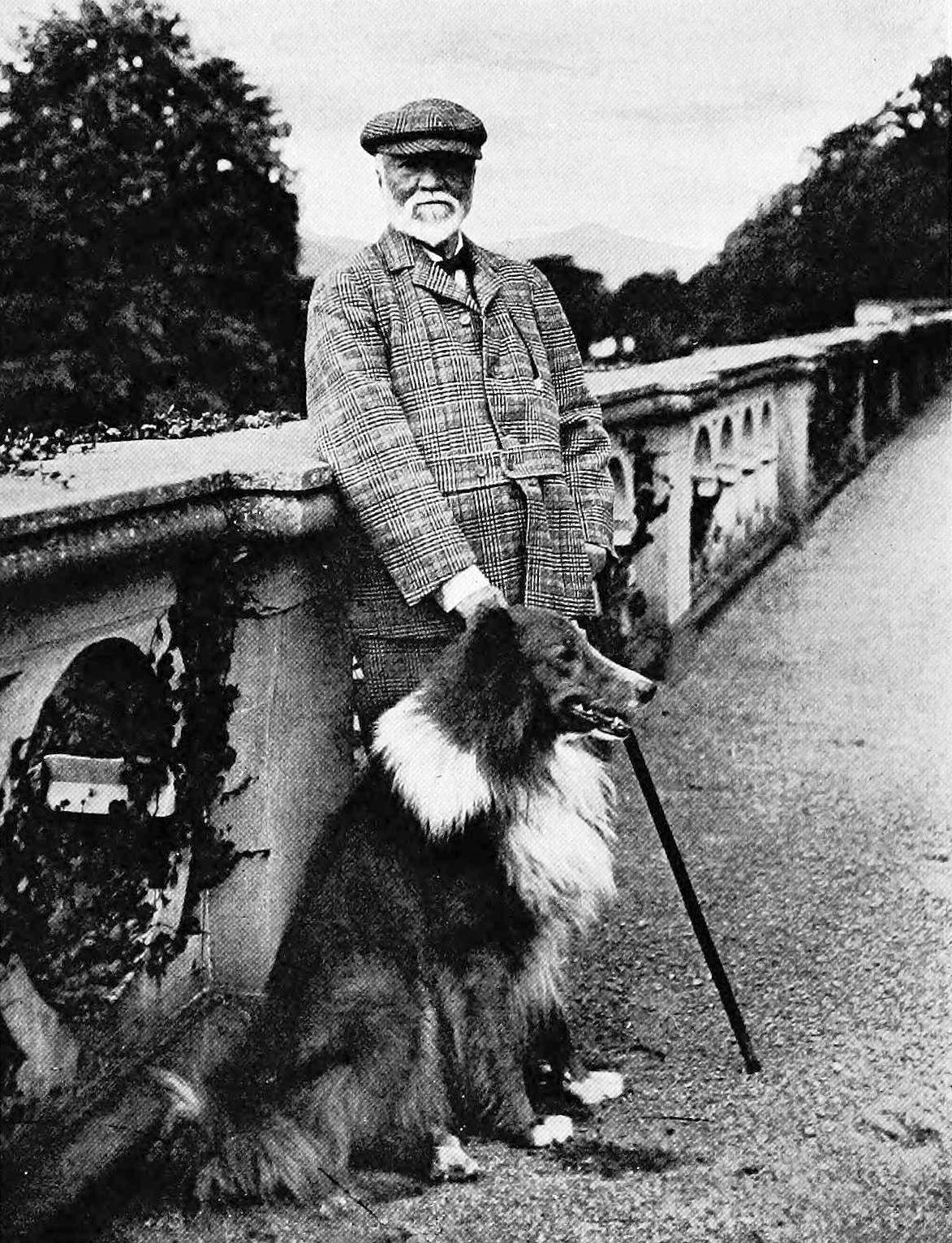
Эндрю Карнеги, 1914

В настоящее время в замке находится закрытый клуб — Carnegie Club, и отель, но только для членов клуба. В замке состоялось венчание певицы Мадонны, а её сын был крещён в соборе близлежащего города Дорнох в тот же день.
Название замка, Skibo — изменённое шотландское слово Sgìobal, которое, в свою очередь, является искажённым древненорвежским, означающим либо участок для дров, либо участок Скити (Skithi).